# 格魯耶茨縣

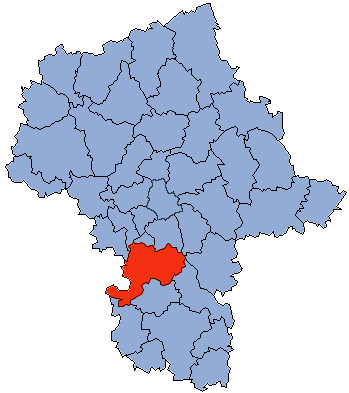

51°51′56″N 20°52′3″E / 51.86556°N 20.86750°E
格魯耶茨縣（波蘭語：Powiat grójecki），是波蘭的縣份，位於該國中東部，由馬佐夫舍省負責管轄，首府設於格魯耶茨，面積1,269平方公里，2006年人口96,489，人口密度每平方公里76人。